# Susan Misner

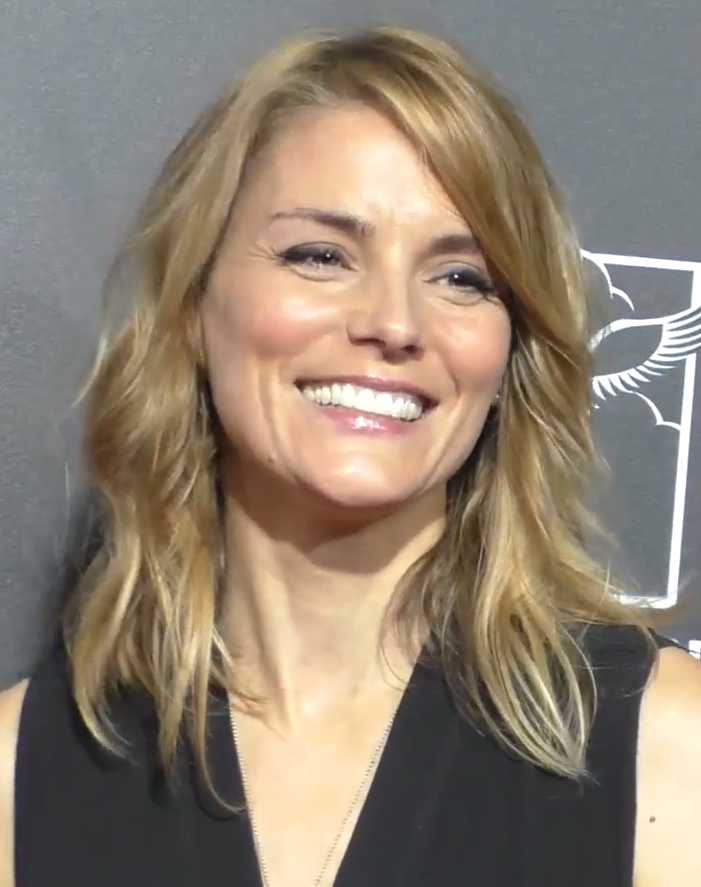
Susan Misner (2016)

Susan Misner (* 8. Februar 1971 in Paterson in New Jersey) ist eine US-amerikanische Tänzerin, Film- und TV-Schauspielerin.

## Leben
Sie wuchs in Pompton Plains auf und die Liebe zum Tanz führte sie nach New York City, wo sie Rollen in Broadway-Stücken wie etwa in Guys and Dolls innehatte. Mit ihrer Rolle als todgeweihte Grace Davidson in der ABC-Seifenoper One Life to Live startete 1999 ihre TV-Karriere. 2002 spielte sie in dem Film Chicago mit. Misner hatte Gastauftritte in TV-Serien, etwa im Law & Order-Franchise – Criminal Intent – Verbrechen im Visier (2001–2009), Law & Order: Special Victims Unit (2002) und Law & Order (2006), sowie in je einer Folge der Serien CSI: Den Tätern auf der Spur (2002) und CSI: Miami (2004). Des Weiteren erschien Misner als Gretchen Martin in der 2007-Miniserie The Bronx Is Burning. Sie spielte die Alison Humphrey in mehreren Episoden der CW-Serie Gossip Girl (2007) und Sergeant Burnett in New Amsterdam (2008). Im Jahr 2010 spielte sie die Freundin des Therapeuten Paul Weston in der Serie In Treatment – Der Therapeut. 2011 bis 2012 spielte sie die Rolle der Jessica in Person of Interest.
In The Americans spielte Misner von 2013 bis 2016 mit. Von 2016 bis 2018 war sie in der Serie Billions als FBI-Ermittlerin zu sehen.

## Filmografie (Auswahl)
- 1997: Ein Pastor startet durch (Soul Man, Fernsehserie, eine Folge)
- 2000: Ed – Der Bowling-Anwalt (Ed, Fernsehserie, eine Folge)
- 2001: Sex and the City (Fernsehserie, eine Folge)
- 2001–2009: Criminal Intent – Verbrechen im Visier (Law & Order: Criminal Intent, Fernsehserie, 3 Folgen)
- 2002: Law & Order: Special Victims Unit (Fernsehserie, eine Folge)
- 2002: Pipe Dream – Lügen haben Klempnerbeine (Pipe Dream)
- 2002: Chicago
- 2002: CSI: Den Tätern auf der Spur (CSI: Crime Scene Investigation, Fernsehserie, eine Folge)
- 2003: Was das Herz begehrt (Something’s Gotta Give)
- 2004: CSI: Miami (Fernsehserie, eine Folge)
- 2005: Jonny Zero (Fernsehserie, 6 Folgen)
- 2005: Without a Trace – Spurlos verschwunden (Without a Trace, Fernsehserie, 2 Folgen)
- 2005: Starved (Fernsehserie, 4 Folgen)
- 2006: The Hoax
- 2006: Law & Order (Fernsehserie, eine Folge)
- 2006: Rescue Me (Fernsehserie, 4 Folgen)
- 2007: The Bronx Is Burning (Fernsehserie, 3 Folgen)
- 2007: Gossip Girl (Fernsehserie, 4 Folgen)
- 2008: New Amsterdam (Fernsehserie, 4 Folgen)
- 2008: Fringe – Grenzfälle des FBI (Fringe, Fernsehserie, eine Folge)
- 2009: Royal Pains (Fernsehserie, eine Folge)
- 2009: White Collar (Fernsehserie, eine Folge)
- 2010: In Treatment – Der Therapeut (In Treatment, Fernsehserie, 2 Folgen)
- 2010: Navy CIS (NCIS, Fernsehserie, eine Folge)
- 2011: Good Wife (Fernsehserie, eine Folge)
- 2011–2012: Person of Interest (Fernsehserie, 5 Folgen)
- 2011–2015: Good Wife (The Good Wife, Fernsehserie, 4 Folgen)
- 2012: Wie beim ersten Mal (Hope Springs)
- 2013: Blue Bloods – Crime Scene New York (Blue Bloods, Fernsehserie, eine Folge)
- 2013: The Following (Fernsehserie, eine Folge)
- 2013: Nashville (Fernsehserie, 5 Folgen)
- 2013–2016: The Americans (Fernsehserie, 27 Folgen)
- 2014: Gotham (Fernsehserie, eine Folge)
- 2015: Elementary (Fernsehserie, eine Folge)
- 2016–2018: Billions (Fernsehserie, 16 Folgen)
- 2016–2016: Shut Eye (Fernsehserie, 20 Folgen)
- 2017: The Blacklist (Fernsehserie, eine Folge)
- 2018: Summertime
- 2019: Fosse/Verdon (Fernsehserie, eine Folge)
- 2019: Seneca
- 2019: God Friended Me (Fernsehserie, 3 Folgen)
- 2019: Tom Clancy’s Jack Ryan (Fernsehserie, 6 Folgen)
- 2024: Homestead
- 2024–2025: FBI: Most Wanted (Fernsehserie)